# Javier Delgado
Javier Omar Delgado Papariello (Montevideo, Uruguay, 8 de julio de 1975) es un exfutbolista uruguayo que jugaba de mediocampista.

## Características
Es un futbolista que se desempeña como mediocampista central, de salida o volante por la izquierda. Ha defendido tanto a la selección de Uruguay como a varios clubes de su país, Argentina, Chile y Europa. Su peso es de 74 kilogramos y mide 181 centímetros.

## Clubes
| Club                 | País      | Año       |
| -------------------- | --------- | --------- |
| Danubio FC           | Uruguay   | 1990-1996 |
| Newell's Old Boys    | Argentina | 1996-1997 |
| Danubio FC           | Uruguay   | 1998-1999 |
| Colón                | Argentina | 2000-2003 |
| FC Saturn            | Rusia     | 2004-2005 |
| Nacional             | Uruguay   | 2006-2007 |
| Universidad de Chile | Chile     | 2007      |
| Deportivo Cali       | Colombia  | 2008      |
| Danubio FC           | Uruguay   | 2008      |
| Central Español      | Uruguay   | 2010      |
| Deportes Concepción  | Chile     | 2010      |
| Rampla Juniors       | Uruguay   | 2011-2012 |

- Datos: Q2407508
- Multimedia: Javier Delgado / Q2407508